# Ernesto Lanata Piaggio
Ernesto Fausto Juan Lanata Piaggio (Callao, 5 de octubre de 1917 – Lima, 24 de marzo de 1994) fue un empresario y político peruano. Fue senador de la república en 1985 y presidente de la Sociedad Nacional de Industrias del Perú desde 1981 hasta 1983.

## Biografía
Ernesto Lanata nació en la ciudad del Callao, el 5 de octubre de 1917. Fue hijo de Eugenio Lanata Coudy y de Ada Piaggio Basso, ambos de ascendencia italiana. Fue también hermano del empresario Gabriel Lanata Piaggio y de Ulrica Lanata Piaggio.
Era casado con Juana de las Casas Rivero desde 1941, con quien tuvo 7 hijos. Luego se separó y se comprometió en 1988 con María Candiotti Albukar en Huarochirí.
Se dedicó al ámbito empresarial, siendo miembro de la Unión de Cervecerías Peruanas Backus y Johnston junto con su hermano Gabriel Lanata. Esto debido a que su abuelo, Faustino Piaggio, era empresario fundador de dicha compañía de cervezas en el Perú.
En el año 1981, Ernesto Lanata es designado como nuevo presidente de la Sociedad Nacional de Industrias del Perú, ejerciendo el cargo hasta el año 1983 y siendo reemplazado por Carlos Verme Katz.
Durante las elecciones generales del año 1985, Ernesto Lanata incursiona en el ámbito político al integrarse al Partido Popular Cristiano para luego postular al Senado por la lista de Convergencia Democrática, coalición política entre el PPC y el Movimiento de Bases Hayistas liderado por Luis Bedoya Reyes como su candidato presidencial. Lanata logra ser elegido como senador para el periodo parlamentario 1985-1990.
Al culminar su gestión, Ernesto Lanta intentó ser reelegido en el cargo por el Frente Democrático, sin embargo, no tuvo éxito y se retiró de la actividad política.

## Fallecimiento
El 24 de marzo de 1994, Ernesto Lanatta falleció a los 76 años de edad en el distrito de San Isidro en la ciudad de Lima.